# Lex monetae
Lex monetae est une expression latine et un adage issu de la coutume du droit international public qui signifie qu'un État choisit souverainement d'utiliser sa devise et qu'un autre Etat ne peut décider sans son autorisation de donner cours légal à la devise de l'autre. Plus largement, la lex monetae veut que les applications monétaires de cette devise soient déterminées par les lois du pays émetteur.

## Concept
La lex monetae est un concept de droit international qui fonde celui de souveraineté monétaire. Un arrêt de la Cour permanente de justice internationale de 1929 définit la lex monetae comme le droit souverain d'un Etat à nommer sa devise et décider des moyens de calcul de sa valeur. Une publication du Fonds monétaire international va dans ce sens et explique que « l'émission d'une devise, ainsi que la détermination de sa valeur, son statut eu égard au cours légal, et son utilisation comme unité de compte et moyen de paiement, sont des questions relevant de la souveraineté ; elles sont gouvernées par la lex monetae ». En d'autres termes, tout Etat a le droit d'émettre sa monnaie et de lui donner cours légal. Plus largement, la lex monetae souligne que l'utilisation qui est faite d'une devise est de la responsabilité du pays qui l'émet. 
La lex monetae a parfois fait l'objet d'interprétations extensives par des commentateurs politiques : elle signifierait alors qu'un pays a le droit de rembourser sa dette publique dans la devise qu'il souhaite, à tout moment. Cette interprétation, parfois considérée comme « extrême », ne fait pas l'objet d'une reconnaissance internationale. En revanche, un Etat doit disposer, selon la résolution de 1998 du Comité monétaire de l'Association de droit international, du droit de définir les règles relatives aux échanges de l'ancienne devise avec la nouvelle (« l'Etat qui émet une devise, ou un groupe d'Etats qui adopte une devise commune, a la compétence exclusive pour définir sa devise, de changer la définition de sa devise et de définir le droit de change entre toute nouvelle unité monétaire et l'ancienne unité monétaire »).  
Une autre interprétation, enfin, est que la lex monetae donne le droit de regard à un Etat sur l'utilisation qui est faite à l'étranger de sa monnaie. Le FMI souligne toutefois que le droit d'un Etat à interdire l'utilisation de sa monnaie par d'autres sur le principe d'une violation de sa souveraineté monétaire n'est qu'une pétition de principe. En effet, cela donnerait à un Etat une extraterritorialité.  
Aucun principe du droit international reconnu par les juridictions internationales n'autorise un tribunal d'un pays à établir sa compétence pour juger de l'utilisation qui est faite à l'étranger de la devise du pays. 

## Débats et polémiques
Le concept de lex monetae est parfois utilisé pour défendre la possibilité de changer la dénomination des titres de dette publique à l'issue d'un changement de monnaie (par exemple, à l'occasion d'un passage de l'euro au franc dans le cas d'un retrait de la France de l'Union européenne). En France, l'argument a par exemple été mobilisé par Florian Philippot. 
Toutefois, le Peterson Institute for International Economics souligne que si les contrats de vente de titres de dette publique sont libellés dans une monnaie, ils continuent d'exister après que l'Etat qui a émis le contrat a changé de devise ; à ce titre, les contrats continuent d'exister dans l'ancienne monnaie, et aucun principe invocable au nom de la lex monetae ne peut contraindre les acheteurs de ces titres à accepter de transformer la devise de dénomination du titre de dette. Une décision de ne pas rembourser les titres dans l'ancienne devise pourrait ainsi conduire des acheteurs à déposer un recours contre l'Etat en question.